# 庫克峰 (布拉班特島)
庫克峰（英語：Cook Summit）是南極洲的山峰，位於帕默群島的布拉班特島，處於加倫峰和塞爾薩斯峰之間，屬於索爾韋山脈的一部分，海拔高度1,590米，現時由南極條約體系管理。